# Johann Freiberger

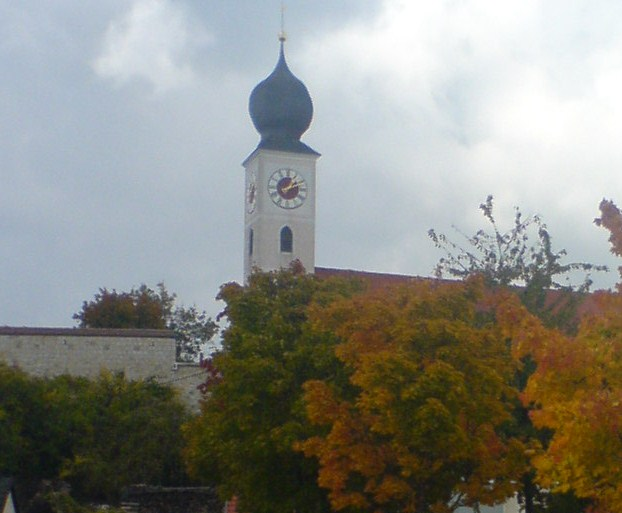
St. Peter auf dem Burgberg

Johann Freiberger (* um 1470 in Geisenhausen; † 8. Oktober 1541) war ein deutscher Geschichtsschreiber.
Die frühesten Quellen über Freiberger stammen aus dem Jahr 1510, als er in Freising als Domherr tätig war. In dieser Zeit entstanden verschiedene historische Abhandlungen, darunter eine Biografie des heiligen Korbinian, dem ersten Bischof von Freising. 1520 erschien mit der Cronica Episcoporum Frisingensis Ecclesiae die erste gedruckte Bistumsgeschichte Freisings.
Nach seiner Zeit in Freising trat Freiberger die Stelle des Pfarrers an der Pfarrkirche St. Peter in Vohburg an.
| Personendaten    | Personendaten                 |
| ---------------- | ----------------------------- |
| NAME             | Freiberger, Johann            |
| KURZBESCHREIBUNG | deutscher Geschichtsschreiber |
| GEBURTSDATUM     | um 1470                       |
| GEBURTSORT       | Geisenhausen                  |
| STERBEDATUM      | 8. Oktober 1541               |